# Calcarovula ildiko
Calcarovula ildiko is een slakkensoort uit de familie van de Ovulidae. De wetenschappelijke naam van de soort is voor het eerst geldig gepubliceerd in 2006 door Lorenz.